# Dordogne (departement)
 Dordogne  je francouzský departement ležící v regionu Nová Akvitánie. Je pojmenován podle řeky Dordogne, která jím protéká. Hlavní město je Périgueux.

## Geografie

### Arrondisementy
- Bergerac
- Nontron
- Périgueux
- Sarlat-la-Canéda

### Nejvýznamnější města
- Périgueux 30.193
- Bergerac 26.053

## Sousední departementy

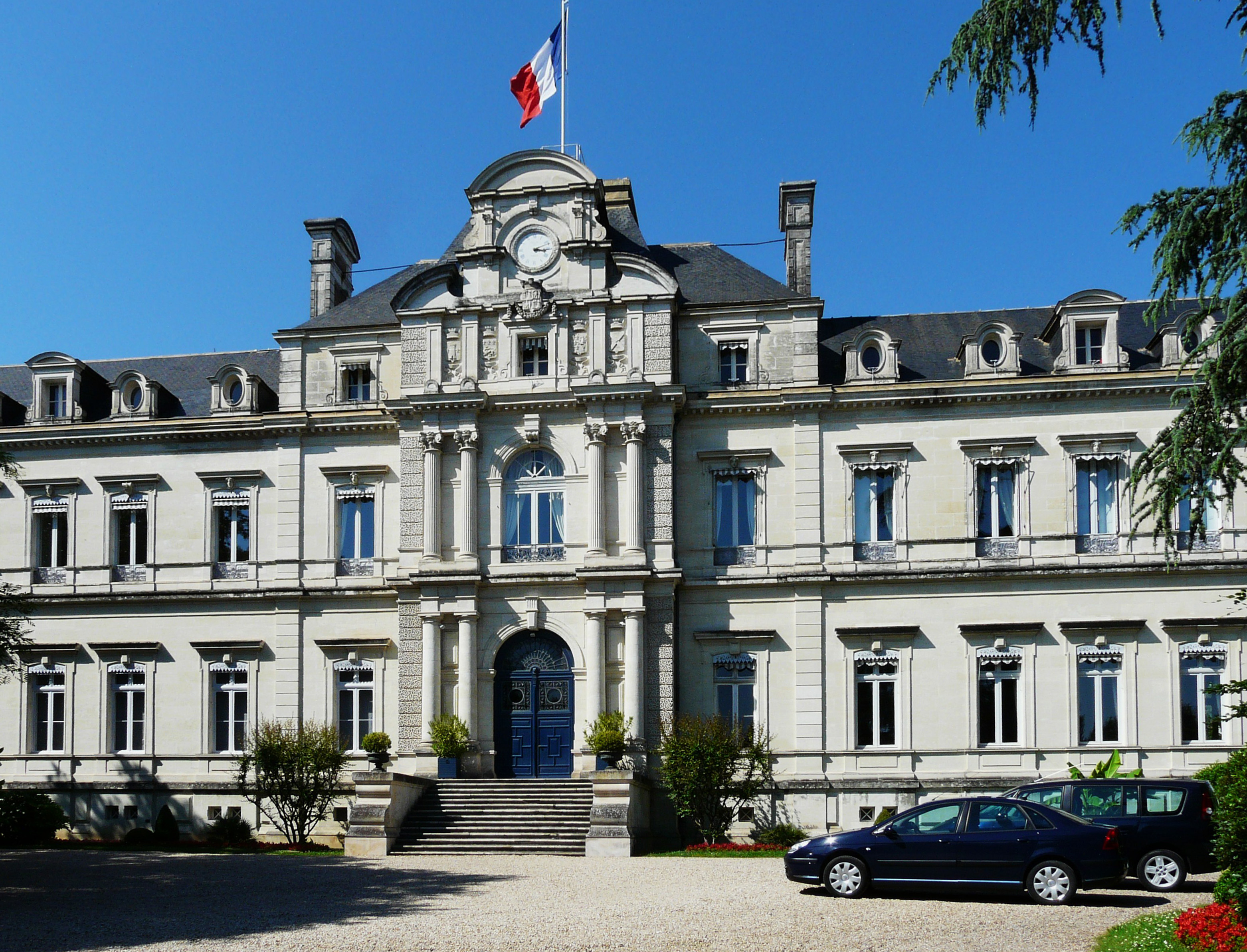
Sídlo prefektury v Périgueux

| Růžice kompasu | Charente          |                        | Haute-Vienne | Růžice kompasu |
| Růžice kompasu | Charente-Maritime | Sever                  | Corrèze      | Růžice kompasu |
| Růžice kompasu | Charente-Maritime | Dordogne (departement) | Corrèze      | Růžice kompasu |
| Růžice kompasu | Charente-Maritime | Jih                    | Corrèze      | Růžice kompasu |
| Růžice kompasu | Gironde           | Lot-et-Garonne         | Lot          | Růžice kompasu |

## Historie
Dordogne je jedním z 83 departementů vytvořených během Francouzské revoluce 4. března 1790 aplikací zákona z 22. prosince 1789.

## Osobnosti spjaté s Dordogne
- Arnaut Daniel, 12. století, trubadúr
- Michel de Montaigne, (1533–1592), renesanční myslitel a humanista
- Pierre Yrieix Daumesnil (1777–1832) francouzský generál
- Thomas-Robert Bugeaud, (1784–1849) francouzský generál a maršál